# قانون اساسی یونان

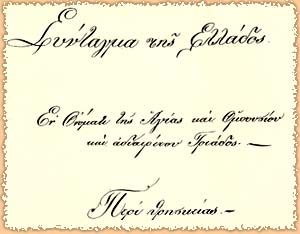
قانون اساسی یونان که توسط پنجمین پارلمان یونان در سال ۱۹۷۵ میلادی تصویب شد.

قانون اساسی یونان (یونانی: Σύνταγμα) (سینتاگما) قانونی است که توسط پنجمین پارلمان یونان در سال ۱۹۷۵ میلادی تصویب شد. این قانون پس از آن سه بار در سال‌های ۱۹۸۶، ۲۰۰۱ و ۲۰۰۸ میلادی تغییراتی نسیتاً در آن به وجود آمد و دوباره مورد بازنگری قرار گرفت. اما تاریخ قانون اساسی در یونان بازمی‌گردد به سال‌های ۱۸۲۱ تا ۱۸۳۲ که در خلال آن سال‌ها کشور یونان مشغول جنگ‌های استقلال طلبانه در مقابل با امپراتوری عثمانی بود. میدان سینتاگما واقع در شهر آتن پس از تصویب قانون اساسی در یونان نوین به این اسم نام‌گذاری شد.

## ساختار قانون اساسی
این قانون مشتمل ۱۲۰ اصل است که در چهار فصل تنظیم شده‌است:
- فصل نخست (اصول ۱ تا۳): این اصول سه‌گانه به تبیین شروط اساسی و بنیادین این کشور از جمله ریاست جمهوری، جمهوری پارلمانی و شیوه حکومتی مردم سالارانه (یا جمهوری) می‌پردازد. همچنین در این فصل کلیسای ارتدکس یونان به عنوان کلیسای رسمی این کشور اعلام شده است.
- فصل دوم (اصول ۴ تا ۲۵): این اصول به توضیح و تبیین حقوق مدنی و فردی افراد تابعه کشور یونان پرداخته است.
- فصل سوم (اصول ۲۶ تا ۱۰۵): شرح و توصیف عملکرد سازمان‌ها و نهادی دولتی. اصل ۲۸ این فصل مربوط به تعریف حقوق بین‌الملل و معاهدات بین‌المللی، در چارچوبه حقوق کشورهای مستقل است.
- فصل چهارم (اصول ۱۰۶ تا ۱۲۰): مشتمل بر موارد ویژه و قوانین بازنگری شده.